# サーモバリック爆薬
サーモバリック爆薬（サーモバリックばくやく、英: Thermobaric Explosives）とは、燃料気化爆弾の次世代型に当たる気体爆薬である。1990年代から開発が始まり2002年ごろから実用化された。

## 概要
サーモバリック爆薬は三段階の爆発現象を起こす。
1. 固体から気体への爆発的な相変化
2. 分子間の歪みによる自己分解による爆発
3. 空気中の酸素との爆燃による爆発

成分はハロゲン酸化剤、ホウ素、アルミニウム粉末、ケイ素粉末、マグネシウム粉末などから構成されている。
トリニトロトルエンなどの固体爆薬と異なり、サーモバリック爆薬は固体の状態では爆薬ではない。厳密に言うなら、気体爆薬を瞬間的に合成する反応物質の塊と呼ぶべきである。
燃料気化爆弾が酸化エチレンや酸化プロピレンなどの液体燃料を瞬間的に気化させて使用しているのに対してサーモバリック爆薬は固体の化合物を気化させることで粉塵と強燃ガスの複合爆鳴気を作り出し、これを爆発させる爆薬である。
気体爆薬として理想的な爆発力と自己分解性を持つガスは安全に貯蔵運搬することが難しく、さらにその中に強燃性の粉末や金属粒子を混ぜたまま貯蔵運搬することは極めて不安定で危険である。また、ガスは体積が大きくなり、その容器も耐圧構造が必要で重量もかさむため、どうしても貯蔵、運搬に不便を来たす。この問題を解決する手段として作り出されたのが通称サーモバリック爆薬と呼ばれるものである。
燃料気化爆弾のように一次爆薬の力で燃料を加圧沸騰させる必要が無く固体の状態で弾頭に充填されるため、体積当たりの威力が大きくなっている。
また、アセチレンのように、酸素が無くても自己分解のエネルギーだけでも爆発する物質を生成するため、酸素が不足する燃料過剰の状態でも爆発することが出来る。このため、空気の量が限られている密閉空間内でも爆発する。
保存状態では密度の高い固体の塊になっているため体積が小さく、起爆に必要な装置も信管のみで足りるので、比較的小型の兵器に搭載することも可能であるため携帯用ロケット弾やXM1060 40mmグレネードなどが開発されている。又その爆発の特性から、音響手榴弾の材料としても研究されている。